# Kvadratikus test
Az algebrai számelméletben a kvadratikus testek a racionális test másodfokú bővítései. Az egytől különböző négyzetmentes számok kölcsönösen egyértelműen megfeleltethetők a kvadratikus testeknek. Ha a {\displaystyle K=\mathbb {Q} ({\sqrt {d}})} bővítésben d pozitív, akkor a kvadratikus test valós, különben képzetes vagy komplex.
A kvadratikus testeket behatóan tanulmányozták. Elméletükben több megoldatlan probléma maradt, például az osztályszám-probléma.

## Definíció
A kvadratikus testek a racionális számok másodfokú bővítései. Tehát {\displaystyle \mathbb {Q} }-ból egy {\displaystyle {\sqrt {d}}} hozzávételével keletkeznek, ahol d négyzetmentes egész szám. (A nevezőből a négyzetgyök bővítéssel eltüntethető, majd felszorzással a négyzetgyök alá egész szám kerül. Ezután kiemelhető belőle a legnagyobb négyzetszám osztó, amiből gyököt vonva egész szorzótényező válik, amivel le lehet osztani. Tehát feltehető, hogy d feltehetően négyzetmentes egész.)
A továbbiakban legyen d egy 1-től különböző négyzetmentes szám. Ekkor a
{\displaystyle \mathbb {Q} ({\sqrt {d}}):=\{x+y{\sqrt {d}}\in \mathbb {C} \;|\;x,y\in \mathbb {Q} \}}
halmaz a szokásos műveletekkel kvadratikus test. Ha a test képzetes, vagy komplex, akkor a {\displaystyle {\sqrt {d}}\in \mathbb {C} } szám d tetszőlegesen választott, majd rögzített négyzetgyöke. A másik négyzetgyök szintén ezt a testet generálja.

## Diszkrimináns
A {\displaystyle K=\mathbb {Q} ({\sqrt {d}})} test diszkriminánsa d, ha d kongruens  1-gyel modulo 4, különben 4d. Például, ha K a Gauss-racionálisok teste, azaz d = −1, akkor a diszkrimináns −4. A különbségtételt az általános algebrai számelmélet magyarázza. K egészgyűrűjét az 1 és d négyzetgyöke csak az utóbbi esetben feszíti ki. Az első esetben az egészek a rácspontok felénél fekszenek. Az Eisenstein-egészek esetén d = −3, és az egészek éppen a harmadik egységgyökökkel határozhatók meg.
A kvadratikus testek diszkriminánsainak halmaza megegyezik a fundamentális diszkriminánsok halmazával.

## Bevezetése
A kvadratikus testek elmélete a binér kvadratikus formák elméletéből alakult ki. Euler és Fermat diofantoszi egyenleteken elért eredményeinek összevetéséből jött létre ez az elmélet, amely további vizsgálódásokra adott lehetőséget. Gauss a Disquisitiones Arithmeticae ötödik fejezetében Fermat, Euler és Lagrange munkásságát mutatja be, és erre alapozva tárgyalja a binér kvadratikus formák elméletét. Habár Gauss az egész számok körében maradt, ma inkább a racionális számok testét bővítik kvadratikusan, ami lehetővé teszi a kvadratikus formák lineáris tényezőkre bontását. Például:
{\displaystyle x^{2}-5y^{2}=(x+y{\sqrt {5}})\cdot (x-y{\sqrt {5}})}
Ezzel a kvadratikus számtestek elmélete a binér kvadratikus formák elméletének részévé válik. A racionális számok teste többféleképpen bővíthető a komplex számok résztestévé.
Így vizsgálják az algebrai egészek gyűrűjét, amit rendszerint {\displaystyle {\mathcal {O}}} -val jelölnek. Ebbe azok a komplex számok tartoznak, amelyek egy nem triviális, egész együtthatós, normált polinom gyökei. Érdemes azonban csak azokkal számolni, amelyek az adott feladat szempontjából szükségesek. Legyen {\displaystyle K} az algebrai számok legkisebb részteste, amely tartalmazza az {\displaystyle \alpha _{1},\ldots ,\alpha _{n}} algebrai számokat! Ekkor
{\displaystyle K=\mathbb {Q} (\alpha _{1},\ldots ,\alpha _{n})}
és azt mondjuk, hogy {\displaystyle K} a {\displaystyle \mathbb {Q} } bővítése az {\displaystyle \alpha _{1},\ldots ,\alpha _{n}} számokkal.
Többek között {\displaystyle (K,+)} Abel-csoport, és {\displaystyle K} elemei összeszorozhatók {\displaystyle \mathbb {Q} } elemeivel, mint skalárokkal:
{\displaystyle {\begin{aligned}\cdot :\mathbb {Q} \times K&\;\to \;K\\(\eta ,\alpha )&\;\mapsto \;\eta \alpha \end{aligned}}}
tehát a testaxiómákból következnek a vektortér axiómái, tehát {\displaystyle K} felfogható {\displaystyle \mathbb {Q} } fölötti vektortérként. Mivel {\displaystyle K} véges bővítés, ezért véges dimenziós vektortér {\displaystyle \mathbb {Q} } fölött.
Ha {\displaystyle K}-t az {\displaystyle \alpha } algebrai elem generálja, akkor {\displaystyle K}-nak van egy {\displaystyle \{1,\alpha ,\alpha ^{2},\ldots ,\alpha ^{n-1}\}} bázisa, tehát dimenziója
{\displaystyle \dim _{\mathbb {Q} }K=[K:\mathbb {Q} ]=n}
ahol az n dimenzió megegyezik {\displaystyle \alpha } minimálpolinomjának fokával. Könnyen megmutatható, hogy {\displaystyle K} másodfokú bővítés, ha {\displaystyle \mathbb {Q} } fölött, ha {\displaystyle \alpha } minimálpolinomja másodfokú. Tehát {\displaystyle K} számtest.
A {\displaystyle K} számtestre
{\displaystyle {\mathcal {O}}_{K}=K\cap {\mathcal {O}}}
jelöli {\displaystyle K} egészgyűrűjét, vagyis {\displaystyle \mathbb {Z} } egész lezártját {\displaystyle K}-ban. Tehát {\displaystyle {\mathcal {O}}_{K}} {\displaystyle K} algebrai egész elemeiből áll, vagyis
{\displaystyle {\mathcal {O}}_{K}=\left\{\alpha \in K\;|\;f_{\alpha }\in \mathbb {Z} [X]\right\}}

## Tulajdonságai
A {\displaystyle K=\mathbb {Q} ({\sqrt {d}})} minden eleméhez van egy {\displaystyle f\in \mathbb {Q} [X]} polinom, aminek az elem gyöke. Tehát {\displaystyle K} minden eleme algebrai. Így kapjuk a testbővítéseknek ezt a láncát:
{\displaystyle \mathbb {Q} \;\subsetneq \;K\;\subsetneq \;{\overline {\mathbb {Q} }}\;\subsetneq \;\mathbb {C} }
Vektortérként tekintve {\displaystyle \{1,{\sqrt {d}}\}} {\displaystyle K} {\displaystyle \mathbb {Q} }fölötti bázisa, vagyis
{\displaystyle K=\mathbb {Q} \oplus \mathbb {Q} {\sqrt {d}}}
A {\displaystyle K} testnek éppen két automorfizmusa van, az egyik az identitás
{\displaystyle {\begin{aligned}id_{K}:\qquad K&\;\to \;K\\x+y{\sqrt {d}}&\;\mapsto \;x+y{\sqrt {d}}\end{aligned}}}
és a másik a konjugálás:
{\displaystyle {\begin{aligned}\sigma :\qquad K&\;\to \;K\\x+y{\sqrt {d}}&\;\mapsto \;x-y{\sqrt {d}}\end{aligned}}}
Azaz a {\displaystyle \operatorname {Aut} (K)=\{id_{K},\sigma \}} Galois-csoport rendje 2. Ha {\displaystyle \alpha \in K}, akkor {\displaystyle \sigma (\alpha )} az {\displaystyle \alpha } elem konjugáltja.
A kvadratikus testben a nyom és a norma kifejezhető a {\displaystyle \sigma } testautomorfizmussal lineáris leképezésként:
{\displaystyle {\begin{aligned}N:\;K&\;\to \;\mathbb {Q} \\\alpha &\;\mapsto \;\alpha \sigma (\alpha )\end{aligned}}}
és
{\displaystyle {\begin{aligned}Tr:\;K&\;\to \;\mathbb {Q} \\\alpha &\;\mapsto \;\alpha +\sigma (\alpha )\end{aligned}}}
Mivel a {\displaystyle \sigma } beágyazás gyűrűhomomorfizmust hoz létre, ezért a nyom additív és a norma multiplikatív.
Behelyettesítéssel:
{\displaystyle {\begin{aligned}N(\alpha )&=(x+y{\sqrt {d}})(x-y{\sqrt {d}})=x^{2}-dy^{2}\\Tr(\alpha )&=(x-y{\sqrt {d}})+(x+y{\sqrt {d}})=2x\end{aligned}}}
Így a norma kvadratikus alak {\displaystyle K} fölött. Az alapján, hogy {\displaystyle {\mathcal {O}}} az algebrai egészek gyűrűje, {\displaystyle {\mathcal {O}}_{K}} is gyűrű. Ennek viselkedése analóg az egész számok viselkedésével a racionális számok fölött, továbbá {\displaystyle {\mathcal {O}}_{K}\cap \mathbb {Q} =\mathbb {Z} }. Tehát {\displaystyle {\mathcal {O}}_{K}} részgyűrű {\displaystyle K}-ban. Mivel minden {\displaystyle x+y{\sqrt {d}},x,y\in \mathbb {Z} } alakú elem algebrai egész, ezért kapjuk a
{\displaystyle \mathbb {Z} [{\sqrt {d}}]\subseteq {\mathcal {O}}_{K}}
beágyazást. Ez a beágyazás valódi, hiszen:
Például: Legyen {\displaystyle \zeta _{3}={\tfrac {-1+{\sqrt {-3}}}{2}}} primitív harmadik egységgyök! Ez gyöke a {\displaystyle X^{2}+X+1\in \mathbb {Z} [X]} polinomnak, így algebrai egész. Tehát {\displaystyle \zeta _{3}={\tfrac {-1+{\sqrt {-3}}}{2}}\in {\mathcal {O}}_{\mathbb {Q} ({\sqrt {-3}})}}, de {\displaystyle \zeta _{3}={\tfrac {-1+{\sqrt {-3}}}{2}}\notin \mathbb {Z} [{\sqrt {-3}}]}.
Könnyen eldönthető, hogy mely {\displaystyle \alpha \in K} elemek algebrai egészek: {\displaystyle {\mathcal {O}}_{K}} minden elemének egész a normája és a nyoma.
Mivel {\displaystyle \mathbb {Q} } megszámlálható, {\displaystyle \mathbb {Q} [X]} is megszámlálható, mivel {\displaystyle f\in \mathbb {Q} [X]}-nak csak véges sok gyöke lehet. Ez azt is jelenti, hogy az algebrai számok megszámlálhatók. Tehát {\displaystyle \mathbb {R} } megszámlálhatóan végtelen algebrai számot tartalmaz, tehát megszámlálhatóan végtelen kvadratikus test van.
Az {\displaystyle {\mathcal {O}}_{K}} algebrai egészek alakja {\displaystyle d} 4-es maradékától függnek. Mivel {\displaystyle d} négyzetmentes, ezért nem osztható 4-gyel, és maradéka 1, 2 vagy 3 modulo 4. Továbbá, ha {\displaystyle d\in \mathbb {Z} \setminus \{0,1\}} négyzetmentes, és {\displaystyle K=\mathbb {Q} ({\sqrt {d}})} a hozzá tartozó kvadratikus test, akkor:
{\displaystyle {\mathcal {O}}_{K}={\begin{cases}{x+y{\sqrt {d}}},\;x,y\in \mathbb {Z} &{\text{ha}}d\equiv 2,3{\text{ mod }}4\\x+y{\frac {1}{2}}(1+{\sqrt {d}}),\;x,y\in \mathbb {Z} &{\text{ha }}d\equiv 1{\text{ mod }}4\end{cases}}}
Példa: A {\displaystyle \zeta _{3}={\tfrac {1}{2}}(-1+{\sqrt {-3}})} harmadik egységgyök {\displaystyle d=-3\equiv 1{\text{ mod }}4} miatt eleme {\displaystyle {\mathcal {O}}_{\mathbb {Q} ({\sqrt {-3}})}}-nak, és {\displaystyle {\tfrac {1}{2}}(x+y{\sqrt {d}})} típusú. Ellenben a Gauss-egészek {\displaystyle \mathbb {Q} [i]}-ban a {\displaystyle -1\equiv 3{\text{ mod }}4} kongruencia miatt {\displaystyle x+y{\sqrt {d}}} alakúak.

### Egységek
A valós és a képzetes kvadratikus testek egységek tekintetében lényegesen különböznek.
Például {\displaystyle \mathbb {Z} } egységcsoportja a 2 elemű ciklikus {\displaystyle \mathbb {Z} ^{\times }=\{-1,1\}} csoport. Az {\displaystyle {\mathcal {O}}_{K}} egészgyűrű {\displaystyle {\mathcal {O}}_{K}^{\times }} egységcsoportja függ attól, hogy {\displaystyle K} valós vagy képzetes kvadratikus test-e.
Képzetes esetben:
Legyen {\displaystyle d<0} és {\displaystyle K=\mathbb {Q} ({\sqrt {d}})} a hozzá tartozó kvadratikus test. Az {\displaystyle {\mathcal {O}}_{K}^{\times }} egységcsoportra teljesülnek a következők:
{\displaystyle {\mathcal {O}}_{K}^{\times }={\begin{cases}\{\pm 1,\pm i\}\cong \mathbb {Z} /4\mathbb {Z} ,&{\text{ha }}d=-1\\\left\{\pm 1,{\frac {1\pm {\sqrt {-3}}}{2}},{\frac {-1\pm {\sqrt {-3}}}{2}}\right\}\cong \mathbb {Z} /6\mathbb {Z} ,&{\text{ha }}d=-3\\\{-1,1\}\cong \mathbb {Z} /2\mathbb {Z} ,&{\text{különben}}\end{cases}}}
Valós kvadratikus test esetén az egységcsoport bonyolultabb. Belátható, hogy minden valós kvadratikus testben végtelen sok egység van. Az egységek az {\displaystyle x^{2}-dy^{2}=\pm 1} Pell-egyenlet megoldásai, és a skatulyaelv szerint ennek az egyenletnek végtelen sok megoldása van. Mivel a skatulyaelv nem konstruktív, ezért az egységek csak lánctörtkifejtéssel közelíthetők.

### A prímfelbontás nem egyértelmű
1843-ban Peter Dirichlet felhívta Ernst Eduard Kummer figyelmét arra, hogy egyes számgyűrűkben a prímfelbontás nem egyértelmű. Kummer ugyanis a számelmélet alaptételét használta az akkor Fermat-sejtés, ma nagy Fermat-tétel bizonyításához. Ez azonban már a {\displaystyle {\rm {\mathcal {O}}}_{{\mathbb {Q} }({\sqrt {-5}})}} testben sem teljesül, ahogy azt a 21 példája mutatja:
Legyen egyrészt {\displaystyle 21=3\cdot 7} másrészt {\displaystyle 21=(1+2{\sqrt {-5}})(1-2{\sqrt {-5}})}. A {\displaystyle 3,{\rm {\;}}7{\rm {\;}},1\pm 2{\sqrt {-5}}} számok felbonthatatlanok {\displaystyle {\rm {\mathcal {O}}}_{{\mathbb {Q} }({\sqrt {-5}})}}-ben, és nem egymás asszociáltjai; ez a normával is belátható a következőképpen: Tegyük fel indirekt, hogy a 3 felbontható. Ekkor {\displaystyle 3=\alpha \cdot \beta }, ahol {\displaystyle \alpha ,\beta \in {\rm {\mathcal {O}}}_{{\mathbb {Q} }({\sqrt {-5}})}} és nem egységek. Így {\displaystyle N_{{\mathbb {Q} }({\sqrt {-5}})}(3)=N_{{\mathbb {Q} }({\sqrt {-5}})}(\alpha )N_{{\mathbb {Q} }({\sqrt {-5}})}(\beta )=9} következtetésképpen {\displaystyle N_{{\mathbb {Q} }({\sqrt {-5}})}(\alpha )=N_{{\mathbb {Q} }({\sqrt {-5}})}(\beta )=\pm 3}. Ezzel {\displaystyle \alpha ,\beta } {\displaystyle x+y{\sqrt {-5}}} alakú, ahol {\displaystyle x,y\in {\mathbb {Z} }} ezért {\displaystyle (x+y{\sqrt {-5}})=x^{2}+5y^{2}\in {\mathbb {Z} }} normája {\displaystyle N_{{\mathbb {Q} }({\sqrt {-5}})}}. Az egyenlet tehát {\displaystyle x^{2}+5y^{2}=\pm 3}, ami megoldhatatlan az egész számok halmazán, ami ellentmond a feltevésünknek. Tehát a {\displaystyle 3} felbonthatatlan {\displaystyle {\rm {\mathcal {O}}}_{{\mathbb {Q} }({\sqrt {-5}})}}-ben. Hasonlóan megmutatható, hogy {\displaystyle 7{\rm {\;}},1\pm 2{\sqrt {-5}}{\rm {\;}}} is felbonthatatlan.
Könnyen látható, hogy {\displaystyle 3} és {\displaystyle 7} nem asszociáltak. Mivel {\displaystyle 1+2{\sqrt {-5}}{\rm {\;}}} és {\displaystyle 1-2{\sqrt {-5}}} konjugáltak, ezért szintén nem lehetnek asszociáltak. Tegyük fel ismét indirekt, hogy a {\displaystyle 3} és a {\displaystyle 7} a {\displaystyle 1\pm 2{\sqrt {-5}}} asszociáltja; ekkor {\displaystyle {\frac {1\pm 2{\sqrt {-5}}}{3}},{\frac {1\pm 2{\sqrt {-5}}}{7}}\in {\rm {\mathcal {O}}}_{{\mathbb {Q} }({\sqrt {-5}})}}. Mivel azonban {\displaystyle {\frac {1\pm 2{\sqrt {-5}}}{3}}} és {\displaystyle {\frac {1\pm 2{\sqrt {-5}}}{7}}} nyoma nem egész, az {\displaystyle {\frac {1\pm 2{\sqrt {-5}}}{3}},{\frac {1\pm 2{\sqrt {-5}}}{7}}} elemek nincsenek benne {\displaystyle {\rm {\mathcal {O}}}_{{\mathbb {Q} }({\sqrt {-5}})}}-ben. Tehát a számok nem asszociáltjai egymásnak. Tehát a {\displaystyle 21}-nek van két lényegesen különböző prímfelbontása {\displaystyle {\rm {\mathcal {O}}}_{{\mathbb {Q} }({\sqrt {-5}})}}-ben.
Látható, hogy a számelmélet alaptétele, így az egyértelmű prímfelbontás általában nem tételezhető föl.
Ma ezekkel a problémákkal a Kummer-féle ideálelmélet foglalkozik. A komplex számokból kiindulva Kummer bővebb körben keresett új ideális számokat, amelyek lényegében egyértelműen bomlanak fel ideális prímek szorzatára. Az ideális számok elméletét Richard Dedekind német matematikus rendszerezte, és ma az ideális számokat a {\displaystyle {\rm {\mathcal {O}}}_{{\mathbb {Q} }({\sqrt {d}})}} gyűrű Dedekind-ideáljai jelentik. A Dedekind-féle ideálelmélet általánosítja az egyértelmű prímfelbontást, és utat mutat a lényegesen különböző prímfelbontások kezeléséhez, és a számelmélet alaptételéhez analóg egyértelmű felbontás előállításához.

### Prímfelbontás ideálokban
Ha p prímszám, akkor pOK ideál a test OK egészeinek gyűrűjében. A Galois-bővítésbeli prímideálok felbontásának általános elmélete szerint:
p tehetetlen(p) prímideál.
A hányadosgyűrű p2 elemű véges test: OK/pOK = Fp2
p hasít(p) az OK két különböző prímideáljának szorzata.
A hányadosgyűrű az OK/pOK = Fp × Fp szorzat.
p elágazik(p) a OK prímideál négyzete.
A hányadosgyűrű nem nulla nilpotens elemeket tartalmaz.
A harmadik eset csak a diszkrimináns (jele D) prímosztóival fordulhat elő. Az első két esetben a (D/p) Kronecker-szimbólum rendre −1 és +1. Ha p egy, a diszkriminánst nem osztó prím, akkor p akkor és csak akkor hasít, ha a diszkrimináns négyzet modulo p. Az első két eset Csebotarev tétele szerint egyenletesen oszlik el, ha p befutja a páratlan prímeket.
A kvadratikus reciprocitás következményeként p hasítási viselkedése csak a p modulo D maradéktól függ.
A diszkrimináns és a Legendre-szimbólum segítségével megragadható a páratlan prímszámok viselkedése a kvadratikus testekben:
Tétel: Ha {\displaystyle p} páratlan prím {\displaystyle {\mathbb {Q} }({\sqrt {d}})}-ban, akkor:
{\displaystyle \bullet } Ha {\displaystyle p\mid D_{\mathbb {Q} }({\sqrt {d}})}, akkor {\displaystyle (p)=(p,{\sqrt {d}})^{2}} és {\displaystyle p} elágazó,
{\displaystyle \bullet } Ha {\displaystyle \left({\frac {D_{{\mathbb {Q} }({\sqrt {d}})}}{p}}\right)=+1}, akkor {\displaystyle p} hasít,
{\displaystyle \bullet } Ha {\displaystyle \left({\frac {D_{{\mathbb {Q} }({\sqrt {d}})}}{p}}\right)=-1}, akkor {\displaystyle p} tehetetlen.
Megjegyzés: A feltételek kizárják a 2-t. A 2 azonban tehetetlen, ha {\displaystyle d\equiv 5\,\mathrm {mod} 8}, hasít, ha {\displaystyle d\equiv 1\,\mathrm {mod} 8} és elágazó, ha {\displaystyle d\equiv 2,3\,\mathrm {mod} 4}.
A tehetetlenségről szóló állítás a prímelemek felbontására is vonatkozik; azonban az efféle kijelentések csak akkor általánosíthatók, hogyha {\displaystyle {{\mathbb {Q} }({\sqrt {d}})}} főideálgyűrű, ami biztosítja az elemek egyértelmű felbontását, vagy ami ekvivalens, az osztályszáma 1.
Példa:
Tekintsük {\displaystyle \left({\frac {-15}{37}}\right)}-t! Ekkor a kvadratikus reciprocitás többszöri alkalmazásával kapjuk, hogy a {\displaystyle 37} tehetetlen {\displaystyle {\mathbb {Q} }({\sqrt {-15}})}-ben. Mivelhogy {\displaystyle \left({\frac {-15}{37}}\right)=\left({\frac {-1}{37}}\right)\left({\frac {3}{37}}\right)\left({\frac {5}{37}}\right)=(-1)^{18}\left({\frac {1}{8}}\right)\left({\frac {2}{5}}\right)=1\cdot 1\cdot (-1)=-1}.

## Körosztási testek kvadratikus résztestjei
A kvadratikus testek konstruálásának egy klasszikus módja az, hogy veszünk egy primitív p-edik egységgyököt, ahol p páratlan prím. Az általa generált körosztási testben megkeressük az egyértelmű kvadratikus résztestet. A Galois-elmélet szerint ez a résztest egyértelmű, mivel a {\displaystyle \mathbb {Q} } fölötti Galois-csoportban az indexe 2. A Galois-összegből következően diszkriminánsa p, ha p = 4n + 1 és −p, ha p = 4n + 3. EZ az elágazások elméletéből is megjósolható. Ha p az egyetlen elágazó prím a körosztási testben, akkor a diszkrimináns egyetlen prímosztója p., ami kizárja a −4p és a 4p lehetőségeket.
Más körosztási testek Galois-csoportjában van 2-torzió, ezért legalább három kvadratikus testet tartalmaznak. Általában, ha K kvadratikus test, és diszkriminánsa D, akkor a D-edik körosztási test bővítése K-nak. Ez kifejezi azt a tényt, hogy a kvadratikus test konduktora megegyezik diszkriminánsának abszolútértékével.